# محمد الغول (لاعب كرة قدم)
محمد الغول (9 أبريل 1996) هو لاعب كرة قدم فلسطيني محترف يلعب كلاعب خط وسط مهاجم لنادي كيفلافيك الأيسلندي. ولد في كرواتيا، وهو من أصل فلسطيني من خلال والده. ومثّل كرواتيا دوليًا على مستوى الشباب في عام 2015، قبل أن يغير ولائه لفلسطين في عام 2021.

## مسيرته
بدأ الغول مسيرته مع نادي لوكوموتيفا في الدوري الكرواتي الأول، حيث شارك في مباراتين قبل أن يتعرض لإصابة في الركبةفي 5 أكتوبر 2014، ظهر لأول مرة مع لوكوموتيفا في هزيمة 3-0 أمام دينامو زغرب قبل النصف الثاني من موسم 2015-2016، وقع الغول مع دوبرافا في الدوري الكرواتي الثالث. في عام 2018، وقع الغول مع نادي هرفاتسكي دراغوفولجاك في الدوري الكرواتي الثاني، حيث أُطلق عليه لقب لوكا مودريتش الفلسطيني قبل النصف الثاني من موسم 2018-2019، وقع الغول مع نادي ديتيكون في الدرجة الخامسة السويسريةفي عام 2019، عاد إلى دوبرافا. في يناير 2022، انتقل الغول إلى فريق الدوري الروماني الأول أكاديميكا كلينسيني.
مثل الغول كرواتيا في مستوى تحت 20 عامًا وتحت 21 عامًا في عام 2015و تأهل لتمثيل فلسطين دوليًا من خلال والده، تم استدعاؤه لأول مرة للمنتخب الوطني لكأس العرب 2021.